# مايك رودريغيز
مايك رودريغيز (20 أبريل 1989 بغواياكيل في الإكوادور - ) هو لاعب كرة قدم إكوادوري في مركز الوسط. لعب مع برشلونة جواياكويل وسوسيداد ديبورتيفو كيتو وديبورتيفو كوينكا.

## وصلات خارجية
- مايك رودريغيز على موقع قاعدة بيانات كرة القدم.إي يو (الإنجليزية)